# オットー・シュニーヴィント
フーベルト・マリア・オットー・シュニーヴィント（Hubert Maria Otto Schniewind、1887年12月14日 - 1964年3月26日）は、ドイツの海軍軍人。海軍上級大将。第二次世界大戦中に海軍参謀長を務めていた。連合国軍のPQ17船団に大損害を与えた事で知られる。勲一等瑞宝章受章者。

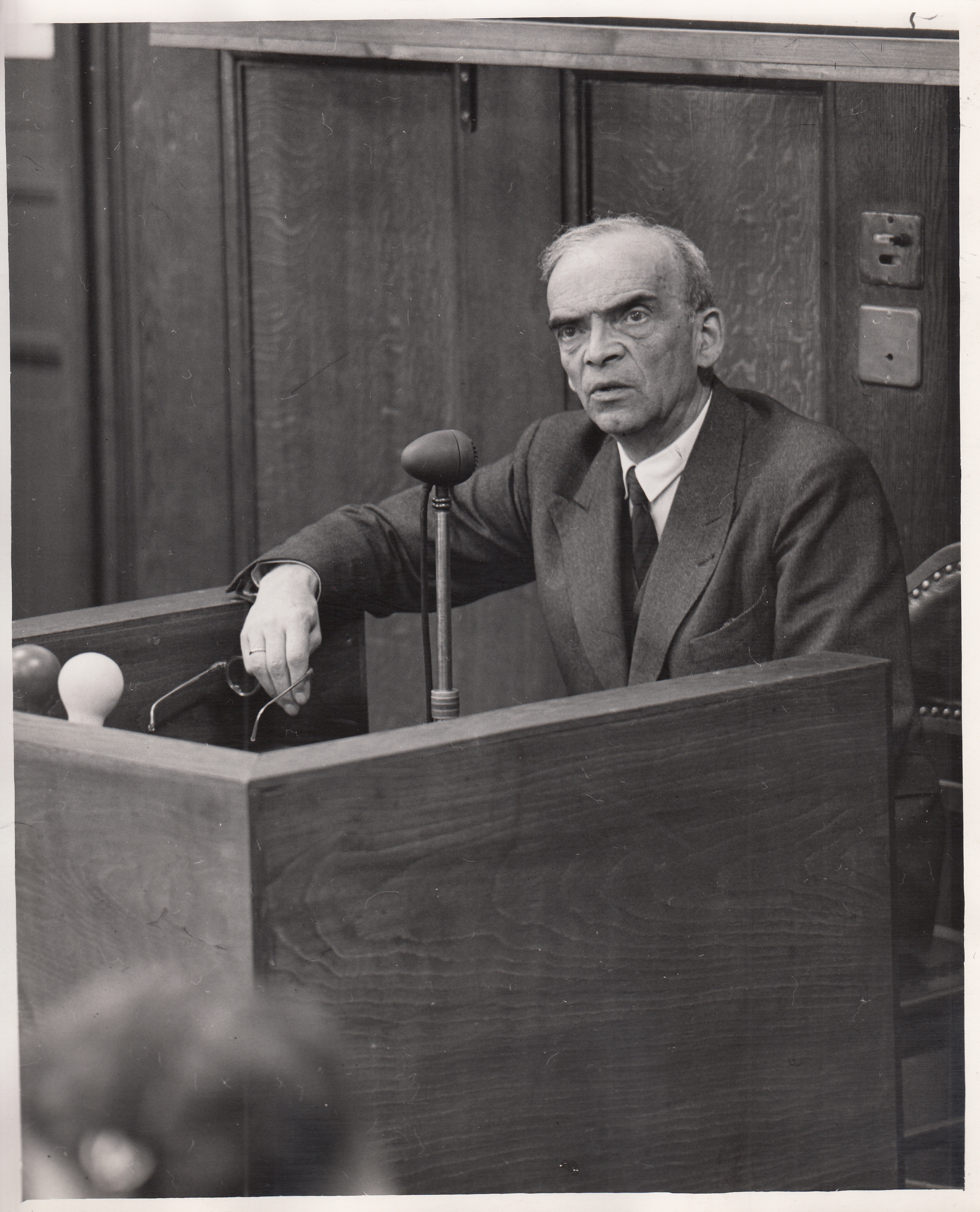
ニュルンベルク継続裁判でのオットー・シュニーヴィント

## 略歴
フランス国境の街であるザールラント地方ザールルイに生まれる。1907年、ドイツ帝国海軍入営。第一次世界大戦中は海軍大尉として魚雷艇での任務に就く。敗戦後、スカパ・フローでドイツ海軍の艦艇が連合国側に引き渡される際、指揮する魚雷艇群を自沈させ、イギリス軍の捕虜となった。
その後、エアハルト海兵旅団に参加。ヴァイマル共和政時代は参謀としての任務が多く、1925年から1926年にかけてはオットー・ゲスラー国防相の副官を務めた。その後再び魚雷艇群司令官となり、ついで軽巡洋艦「ケルン」艦長となった。1934年に大洋艦隊司令部参謀長に任命され、1937年に海軍少将に昇進して海防局長に転じる。1938年10月に海軍参謀長に任命された。
第二次世界大戦中の1940年に海軍中将に昇進、数ヶ月後に海軍大将に昇進した。1941年6月、ドイツの戦艦「ビスマルク」撃沈で戦死したギュンター・リュッチェンスの後を継いで艦隊司令官に就任。1942年6月27日 - 7月24日の間に行われた、対ソビエト連邦向けの輸送船団である「PQ17船団」への攻撃作戦を指揮し、大打撃を与えた。
1943年3月、北部方面の艦隊司令官に就任。1944年3月に上級大将に昇進したが、7月に更迭され以後軍務に就くことは無かった。総統のアドルフ・ヒトラーに対し、隔意を持っていたのが理由とされる。
敗戦直前の1945年4月30日に公式に退役した。
敗戦後、北欧侵攻の際の平和に対する罪、戦争犯罪、人道に対する罪の容疑でニュルンベルク継続裁判の1つ国防軍最高司令部裁判に起訴されたが、無罪となった。1948年10月に釈放され、翌年から1952年までブレーマーハーフェンでアメリカ軍のためのドイツ海軍戦史編纂チーム（Naval Historical Team）の長を務めた。リンツ・アム・ラインで死去。

## 評価
秀才型の有能な人物だと評価されている。

## 栄典

### 外国勲章
- 1942年9月26日 - 勲一等瑞宝章[1]

## 関連書籍
佐藤大輔 「レッドサンブラッククロス(4)」徳間文庫、1995年。     